# Stig Tøfting
Stig Tøfting (Aarhus, Dinamarca, 14 de agosto de 1969), también conocido como Tøffe, es un exfutbolista danés, se desempeñaba como centrocampista y actualmente es el asistente del entrenador del Aarhus GF.

## Clubes
| Club             | País       | Años        |
| ---------------- | ---------- | ----------- |
| Aarhus GF        | Dinamarca  | 1989 - 1993 |
| Hamburgo SV      | Alemania   | 1993 - 1994 |
| Odense BK        | Dinamarca  | 1994        |
| Aarhus GF        | Dinamarca  | 1994 - 1997 |
| Odense BK        | Dinamarca  | 1997        |
| MSV Duisburgo    | Alemania   | 1997 - 2000 |
| Aarhus GF        | Dinamarca  | 2000        |
| Hamburgo SV      | Alemania   | 2000 - 2002 |
| Bolton Wanderers | Inglaterra | 2002 - 2003 |
| Tianjin Teda     | China      | 2003        |
| Aarhus GF        | Dinamarca  | 2004        |
| BK Häcken        | Suecia     | 2005        |
| Randers FC       | Dinamarca  | 2006 - 2007 |

- Datos: Q901395
- Multimedia: Stig Tøfting / Q901395